# Paris-Roubaix espoirs 2016
La 49e édition de Paris-Roubaix espoirs a eu lieu le 29 mai 2016. Elle fait partie du calendrier UCI Europe Tour 2016 en catégorie 1.2U. Elle a été remportée par l'Italien Filippo Ganna (Colpack).

## Classement final
La course est remportée par l'Italien Filippo Ganna.
| \| Classement général \| Classement général \| Classement général \| Classement général \| Classement général \| \| Coureur \| Coureur \| Pays \| Équipe \| Temps \| \| ------------------ \| ------------------- \| ------------------ \| -------------------- \| ------------------ \| \| 1er \| Filippo Ganna \| Italie \| Colpack \| 4 h 28 min 52 s \| \| 2e \| Jenthe Biermans \| Belgique \| SEG Racing Academy \| + 49 s \| \| 3e \| Hamish Schreurs \| Nouvelle-Zélande \| Klein Constantia \| + 49 s \| \| 4e \| Oliviero Troia \| Italie \| Colpack \| + 49 s \| \| 5e \| Edward Planckaert \| Belgique \| Lotto-Soudal U23 \| + 49 s \| \| 6e \| Justin Oien \| États-Unis \| Axeon-Hagens Berman \| + 49 s \| \| 7e \| Piet Allegaert \| Belgique \| EFC-Etixx \| + 49 s \| \| 8e \| Peter Lenderink \| Pays-Bas \| Rabobank Development \| + 49 s \| \| 9e \| Henrik Evensen \| Norvège \| SEG Racing Academy \| + 1 min 08 s \| \| 10e \| Iván García Cortina \| Espagne \| Klein Constantia \| + 1 min 13 s \| |                     |                  |                      |                 |
| |                     |                  |                      |                 |
| Source : ProCyclingStats |                     |                  |                      |                 |
| Classement général |                     |                  |                      |                 |
| Coureur | Coureur             | Pays             | Équipe               | Temps           |
| 1er | Filippo Ganna       | Italie           | Colpack              | 4 h 28 min 52 s |
| 2e | Jenthe Biermans     | Belgique         | SEG Racing Academy   | + 49 s          |
| 3e | Hamish Schreurs     | Nouvelle-Zélande | Klein Constantia     | + 49 s          |
| 4e | Oliviero Troia      | Italie           | Colpack              | + 49 s          |
| 5e | Edward Planckaert   | Belgique         | Lotto-Soudal U23     | + 49 s          |
| 6e | Justin Oien         | États-Unis       | Axeon-Hagens Berman  | + 49 s          |
| 7e | Piet Allegaert      | Belgique         | EFC-Etixx            | + 49 s          |
| 8e | Peter Lenderink     | Pays-Bas         | Rabobank Development | + 49 s          |
| 9e | Henrik Evensen      | Norvège          | SEG Racing Academy   | + 1 min 08 s    |
| 10e | Iván García Cortina | Espagne          | Klein Constantia     | + 1 min 13 s    |